# August Louis Detlev von Schrader

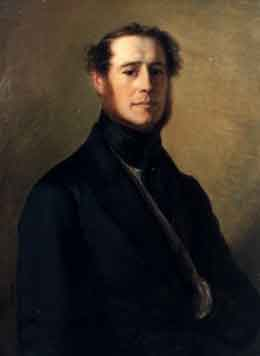
August Louis Detlev von Schrader

August Louis Detlev von Schrader (* 13. Februar 1810 in Harsefeld; † 17. Januar 1859 in Bliestorf) war ein deutscher Landrat und Parlamentarier.

## Leben
Schrader war Sohn des Oberforstmeisters Georg August von Schrader (1777–1834) auf Gut Kulpin bei Ratzeburg. Er studierte ab 1827 Rechtswissenschaften an der Universität Göttingen und wurde dort Mitglied des Corps Lunaburgia Göttingen. Er ererbte von seinem Vater die von diesem erworbenen Güter Bliestorf, Grienau (Grinau) und Kastorf. Er war Lauenburgischer Landrat und königlich dänischer Kammerherr. 1848 bis 1853 war er Mitglied der Lauenburgischen Landesversammlung. 1854 ernannte ihn König Friedrich VII. als gewählten Vertreter der Ritter- und Landschaft des Herzogtums Lauenburg zum Mitglied des dänischen Reichsrats. Er blieb dies bis zum Ausscheiden von Holstein und Lauenburg aus der Gesamtstaatsverfassung 1858.

## Familie
Schrader heiratete am 12. September 1843 Adolfine Friedericke von Beulwitz (1817–1881), Tochter des Anton Friedrich von Beulwitz in Celle. Die beiden hatten vier Kinder:
- Henriette Friedericke Louise (* 30. Oktober 1844) ⚭ 30. August 1863  Friedrich August von Polenz († 17. Juli 1899), Major
- Hypolite Wilhelmine (* 7. Dezember 1845; † 23. Juli 1917) ⚭ 1874 Karl von Ramdohr (* 4. November 1846; 23. Mai 1928), königlich preußischer Generalleutnant
- Klara Elisabeth Luise Ottilie (* 29. März 1847) ⚭ 1868 Max von Schrader (* 9. Dezember 1838; † 12. August 1884), Hauptmann
- Karl Ernst Adolf (* 30. September 1848; † 11. April 1896) ⚭ Alide de Villers de Pite (* 17. Dezember 1849)